# 泰莎·法蜜嘉
泰莎·法蜜嘉 （英語：Taissa Farmiga，1994年8月17日—），美國女演員。她從2011年的戲劇電影《更高境界》開始她的演藝事業，接著在FX的影集《美國恐怖故事：凶宅》作為她小螢幕的初登場。法蜜嘉的首次外百老匯舞台劇演出是2016年的舞台劇《Buried Child》
法蜜嘉也演出了數部電影，如《星光大盜》（2013年）、《思維空間》（2013年）、《註冊情緣》（2013年）、《驚叫少女》（2015年）、《我們的六年》（2015年）、《暴力莊園》 （2016年）以及《愛情大玩家》（2016年）。她也在DC漫畫改編動畫電影《正義聯盟大戰少年悍將》（2016年）及《少年悍將：猶大契約》（2017年）中為酷姬配音。

## 早期生活與家庭
法蜜嘉在紐澤西州雷丁頓的懷特豪斯站出生及成長。她是烏克蘭裔移民麥可·法蜜嘉以及露波蜜拉·法蜜嘉所生的七個小孩中的老么。比她年長的兄弟姊妹分別是維克多、薇拉、史蒂芬、娜迪雅、亞歷山大以及拉瑞莎。她直到國小四年級之後從公立學校課程轉為在家自學。法蜜嘉表示她懂烏克蘭文，但只能說一點點。她也因為上過4年的課程而擅長美國手語。

## 職業生活

### 2011年–2015年：開始
雖然法蜜嘉一開始打算成為一名會計師，她的姐姐薇拉·法蜜嘉說服她參演她首次執導演筒的電影《更高境界》，飾演16歲時的主角科瑞妮·沃克。
在該電影於2011年日舞影展首映，而她的表演受到讚美之後不久，她簽約加入經紀公司ICM partners旗下。同年，法蜜嘉主演了FX出品的影集《美國恐怖故事》第一季，讓她獲得了世界性的知名度她在《美國恐怖故事：凶宅》中飾演紫羅蘭·哈蒙，是薇薇安·哈蒙(康妮·布里登飾演)與班·哈蒙(迪倫·麥狄蒙飾演)充滿麻煩的青春期女兒，也是她首個在專業演員試鏡中獲得的角色。法蜜嘉之後加入了蘇菲亞·柯波拉所執導，由真人真事的犯罪諷刺電影《星光大盜》的卡司陣容，她飾演17歲的野孩子珊·摩爾。該電影在第66屆坎城影展的一種注目單元上映，並獲得廣泛好評。
法蜜嘉之後在浪漫喜劇片《註冊情緣》飾演一名緊張的大學青少女奧黛麗·馬汀，同劇演員除了她姐姐之外還有安迪·賈西亞。該電影在2013年西雅圖國際影展首映，獲得影評人偏正面的混合評價。她之後回歸《美國恐怖故事》第三季《女巫集會》(2013-2014年) 飾演具有黑暗危險力量的年輕女巫柔依·班森。她的表演受到了讚美。法蜜嘉在霍吉·多拉多的心理驚悚片《思維空間》獲得了她的第一個主角安娜·葛林，該電影於2013年錫切斯影展首映。她之後在犯罪傳記片《紐澤西男孩》(2014)中飾演主角的心儀對象莎拉。
法蜜嘉緊接著演出了三部2015年在西南偏南上映的電影：第一部是陶德·史特勞斯-修森執導的恐怖喜劇片《驚叫少女》，她在該片飾演主角「倖存的女孩」麥絲·卡特萊特。第二部是漢娜·費德爾執導的重度即興浪漫劇情片《我們的六年》，片中她飾演梅蘭妮·克拉克。最後一部電影則是琵琶·畢安可的短篇劇情片《分享》，片中她飾演克莉絲朵·威廉斯，一個在她遭到性侵害的影片在網上瘋傳之後回到學校的青少女。 她在這三部電影中的表演受到讚揚，而法蜜嘉也被列為該影展的其中一個突破表現明星。她之後在ABC短命的犯罪劇情影集《墮落都市》(2015年)中飾演一名對尋找一名連環殺手感興趣的記者凱倫·麥拉倫。該影集在播放三集之後遭到取消，剩餘未播放集數之後在Hulu釋出。

### 2016年至今：舞台劇初登場
2016年，法蜜嘉在山姆·薛帕德的外百老匯重演舞台劇《Buried Child》飾演雪莉，作為她在舞台劇的初次登場。W同劇演員有艾德·哈里斯以及艾美·馬迪根。她之後與伊森·霍克以及約翰·屈伏塔 在泰·威斯特所執導的復仇西部片《暴力莊園》演出對手戲，在劇中演出一名喋喋不休的旅店主人，為霍克在劇中角色的朋友。該電影在2016年於西南偏南上映，並獲得正面評價。法蜜嘉之後在由山姆·劉執導的DC漫畫改編動畫電影《正義聯盟大戰少年悍將》中聲演超級英雄酷姬作為她首次配音演出，該電影於2016年在WonderCon首映。她回歸《美國恐怖故事》第六季《羅阿諾克》，在第九集客串演出蘇菲·葛林。

## 作品列表

### 電影
| 年份 | 標題                               | 角色                  | 導演               | Notes    |
| ---- | ---------------------------------- | --------------------- | ------------------ | -------- |
| 2011 | 更高境界                           | 少女時期的科瑞妮·沃克 | 薇拉·法蜜嘉        |          |
| 2013 | 星光大盜                           | 珊·摩爾               | 蘇菲亞·柯波拉      |          |
| 2013 | 註冊情緣                           | 奧黛莉·馬汀           | 亞當·羅傑斯        |          |
| 2013 | 思維空間                           | 安娜·葛林             | 霍吉·多拉多        |          |
| 2014 | 紐澤西男孩                         | 莎拉                  | 崔佛·懷特          |          |
| 2015 | 驚叫少女                           | 麥絲·卡特萊特         | 陶德·史特勞斯-修森 |          |
| 2015 | 我們的六年                         | 梅蘭妮·克拉克         | Hannah Fidell      |          |
| 2015 | 分享                               | Krystal Williams      | Pippa Bianco       | 短篇電影 |
| 2016 | 暴力山谷                           | 瑪莉-安               | Ti West            |          |
| 2016 | 正義聯盟大戰少年悍將               | 酷姬                  | Sam Liu            | (配音)   |
| 2016 | 打破陳規                           | Sarah Bransford       | 華倫·比提          |          |
| 2017 | 少年悍將：猶大契約                 | 酷姬                  | Sam Liu            | (配音)   |
| 2018 | 被遺忘的幸福                       | Emma Ertz             | Elizabeth Chomko   |          |
| 2018 | 鬼修女                             | 艾琳修女              | Corin Hardy        |          |
| 2018 | The Long Dumb Road                 |                       | Hannah Fidell      |          |
| 2018 | We Have Always Lived in the Castle | Merricat Blackwood    | Stacie Passon      |          |
| 2018 | 賭命運轉手                         | Ginny                 | 克林·伊斯威特      |          |
| 2020 | 黑暗正義聯盟：天啟星之戰           | Raven                 |                    | (配音)   |
| 2021 | John and the Hole                  | Laurie                |                    |          |
| 2023 | 鬼修女II                           | 艾琳修女              | Corin Hardy        |          |

### 電視劇
| 年份      | 標題                   | 角色                  | 備註                 |
| --------- | ---------------------- | --------------------- | -------------------- |
| 2011      | 美國恐怖故事：凶宅     | 紫羅蘭·哈蒙           | 主要角色，共出演11集 |
| 2013–2014 | 美國恐怖故事：女巫集會 | 柔依·班森             | 主要角色，共出演13集 |
| 2015      | 墮落都市               | 凱倫·麥拉倫           | 共出演8集            |
| 2016      | 美國恐怖故事：羅阿諾克 | 蘇菲·葛林             | 第九集               |
| 2018      | 美國恐怖故事：啟示錄   | 柔依·班森 紫羅蘭·哈蒙 |                      |

## 舞台劇演出
| 年份 | 標題         | 角色 | 備註                    |
| ---- | ------------ | ---- | ----------------------- |
| 2016 | Buried Child | 雪莉 | The New Group, 外百老匯 |

## 獲獎與提名
| 年份 | 獎項                 | 獎項類別           | 作品                       | 結果 | Ref(s) |
| ---- | -------------------- | ------------------ | -------------------------- | ---- | ------ |
| 2012 | 網路電影與電視協會獎 | 最佳影集組合       | 《美國恐怖故事：凶宅》     | 提名 | [ 40 ] |
| 2014 | 網路電影與電視協會獎 | 最佳影集或電影組合 | 《美國恐怖故事：女巫集會》 | 提名 | [ 41 ] |
| 2015 | 驚恐儀錶獎           | 最佳女主角         | 《驚叫少女》               | 提名 | [ 42 ] |

## 外部連結
- 泰莎·法蜜嘉在互联网电影资料库（IMDb）上的資料（英文）
- 互联网外百老汇数据库（IOBDB）上泰莎·法蜜嘉的資料（英文）
- 烂蕃茄上的泰莎·法蜜嘉
- 在AllMovie上泰莎·法蜜嘉的頁面（英文）
- 泰莎·法蜜嘉的X（前Twitter）
- 泰莎·法蜜嘉的Instagram帳戶
- 泰莎·法蜜嘉在豆瓣上的资料（简体中文）
- 泰莎·法蜜嘉在Enjoy Movie上的電影作品列表 （页面存档备份，存于）